# Wipperhof (Altmärkische Wische)
Wipperhof ist ein Wohnplatz im Ortsteil Falkenberg der Gemeinde Altmärkische Wische im Landkreis Stendal in Sachsen-Anhalt.

## Geografie
Der Wipperhof liegt 5 Kilometer südöstlich der Hansestadt Seehausen (Altmark) in Falkenberg. Der Altarm des Flüsschens Tauber Aland umströmt den Hof im Park von Ost nach Süd und fließt nach Norden in den Tauben Aland zurück.

## Geschichte
Der Wipperhof ist benannt nach der Familie Wipper, die den Hof 1907 erworben hatten. Ursprünglich war der Hof ein Gut mit dem Namen Schindelhöfe.
Die erste Erwähnung von Wipperhof erfolgte im Jahre 1343 als Curia dicta Schindelhoue prope Ciuitatem Sehusen als Markgraf Ludwig das Schloss Wallstawe verlieh. Weitere Nennungen sind 1445 der Schindel hoff und 1482 vp deme Schindelhafe. 1804 hieß das adlige Gut Schindelhöfe. 1864 ist es ein Freigut. 1945 wird das Freigut Schindelhöfe bei der Bodenreform enteignet. Noch 1957 war Schindelhöfe ein Wohnplatz von Falkenberg. Möglicherweise nach 1990 wurde Schindelhöfe in Wipperhof umbenannt.
Der Park am Wipperhof in Falkenberg dient heute der Naherholung.

### Einwohnerentwicklung
| Jahr | Einwohner |
| ---- | --------- |
| 1775 | 15        |
| 1789 | 22        |
| 1798 | 22        |
| 1801 | 17        |

| Jahr | Einwohner |
| ---- | --------- |
| 1818 | 16        |
| 1840 | 20        |
| 1871 | 37        |
| 1885 | 40        |

| Jahr | Einwohner |
| ---- | --------- |
| 1895 | 35        |
| 1905 | 16        |

Quelle:

## Religion
Die evangelischen Christen aus Schindelhöfe waren eingepfarrt in die Kirchengemeinde Schönberg und gehörten damit früher zur Pfarrei Schönberg bei Seehausen in der Altmark. Die Kirchengemeinde gehört heute zum Kirchspiel Schönberg-Falkenberg und damit zum Pfarrbereich Seehausen des Kirchenkreises Stendal im Propstsprengel Stendal-Magdeburg der Evangelischen Kirche in Mitteldeutschland.